# Banco Itaú (Argentina)
Banco Itaú fue una entidad bancaria argentina propiedad de Itaú. Fue la filial argentina del banco brasileño Itaú Unibanco, fundado en 1998 luego de la compra del Banco del Buen Ayre. La entidad disponía de 99 sucursales bancarias y 140 cajeros automáticos en todo el país y más de 400 000 clientes.  El 3 de noviembre de 2023 tras la aprobación de venta por parte del BCRA, la entidad pasó oficialmente a manos de Banco Macro y fue renombrada Macro BMA.

## Historia
La entidad fue fundada en 1998 luego de la compra del Banco Del Buen Ayre. En 1999, pasó a llamar de Banco Itaú Buen Ayre. Contaba con 99 sucursales bancarias, 140 cajeros automáticos y 400 000 clientes a lo largo del país.
En 2008, el Banco Itaú Buen Ayre cambió de nombre para Banco Itaú Argentina.
El 24 de agosto de 2023, Banco Macro compró este banco a su entonces matriz Itaú Unibanco por un precio de US$50 millones. El 3 de noviembre de 2023 tras el visto bueno del Banco Central de la República Argentina la entidad pasó oficialmente a manos de Banco Macro y fue renombrada Macro BMA.